# 圣梅尔城堡

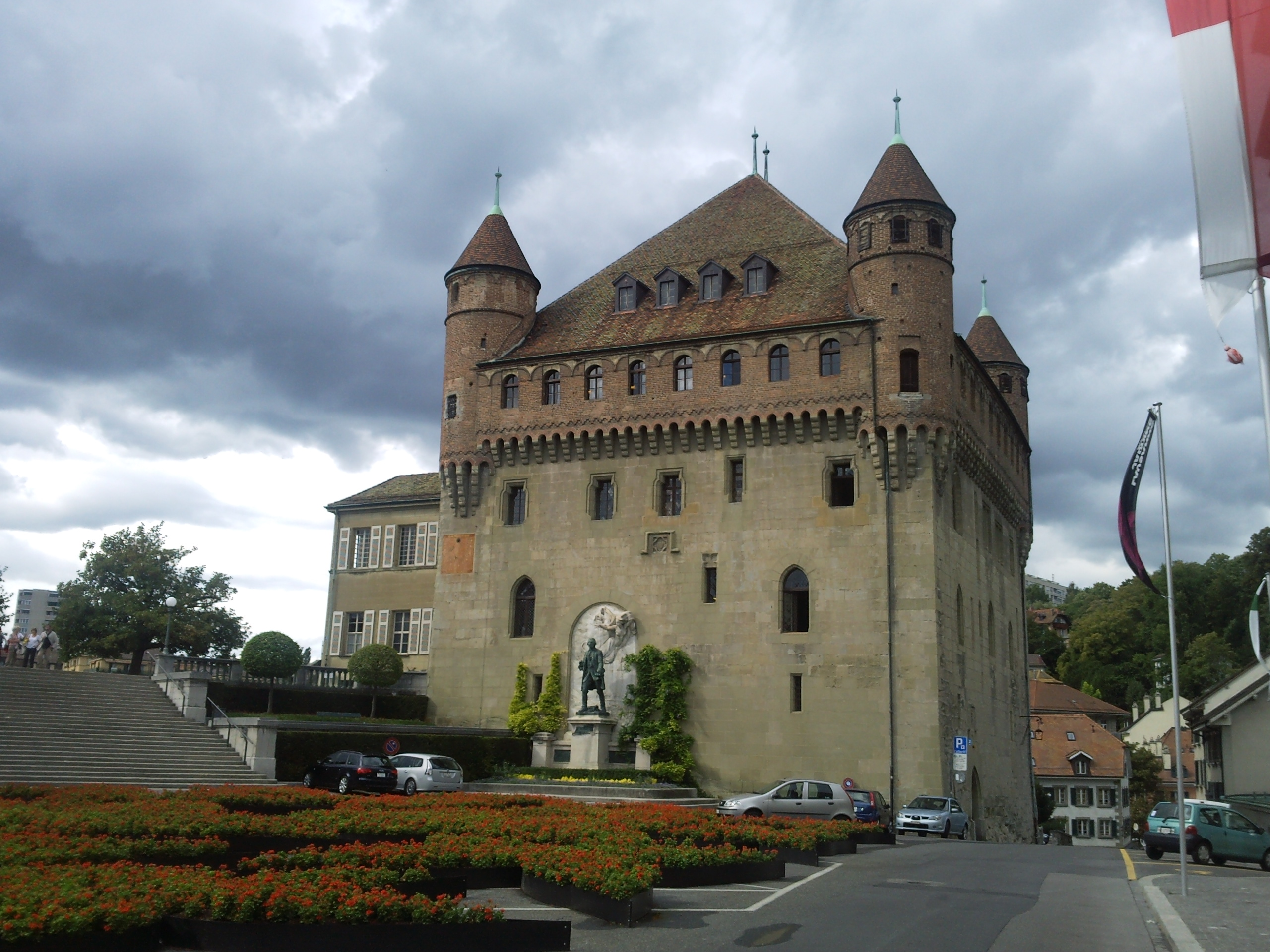
圣梅尔城堡

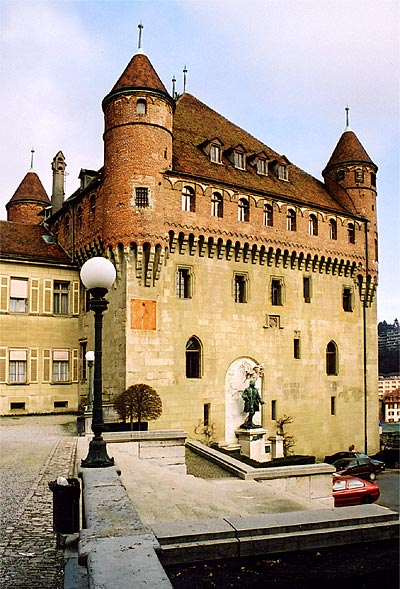

圣梅尔城堡（法語：Château Saint-Maire）是瑞士洛桑的一座城堡，为沃州州政府、州议会所在地，并被列入瑞士国家和区域重要文化财产名录。

## 历史
圣梅尔城堡建于1397-1425年，作为洛桑教区的主教府直到1536年伯尔尼占领洛桑（主教通过一个隐藏的楼梯逃脱）。圣梅尔城堡改为军械库。1803年沃州成立后成为州政府所在地。

## 建筑
圣梅尔城堡的建筑采用了当时流行的单体矩形风格，上部建材使用砖块，下部则用更坚固的砂岩。城堡原以吉贝林式的城垛装饰，有些像意大利风格。约16世纪世，因气候潮湿，屋顶加长，部分城垛也被填平。屋脊以下的一排窗户填补了城垛之间的空隙，窗户上方的拱形则填补了吉贝林风格城垛的V形开口。
1789年，伯尔尼人在城堡西侧建造了一个附属建筑，现在此处成为城堡的入口。1890年，矗立在城堡旁边的一座塔楼被拆除，同年，在城堡前墙竖立起一尊亚伯拉罕·达维尔的雕像。